# Mary Rogers Williams
Pour les articles homonymes, voir Williams.
Mary Rogers Williams, née le 30 septembre 1857 à Hartford dans l'état du Connecticut aux États-Unis et morte le 17 septembre 1907 à Florence dans la région de Toscane en Italie, est une peintre paysagiste tonaliste et impressionniste américaine. Professeur au Smith College à Northampton dans l'état du Massachusetts sous la direction du peintre Dwight William Tryon, elle est connue pour ces portraits et ces paysages. Elle a aussi bien peint des tableaux représentant sa région natale de la Nouvelle-Angleterre que des œuvres illustrant ces nombreux voyages en Europe, de la Norvège aux ruines du Paestum en Italie en passant par la France.

## Biographie
Mary Rogers Williams naît à Hartford dans l'état du Connecticut en 1857. Elle est la fille d'Edward Williams, un boulanger, et de Mary Ann French Williams. Elle suit le parcours scolaire de ces trois grandes sœurs, Lucy, Abby et Laura, et étudie à la Hartford Public High School (en), avant de commencer sa formation artistique auprès du peintre James Wells Champney (en). Elle suit ensuite les cours de la Hartford Decorative Art Society et termine ses études à l'Art Students League of New York avec pour professeur le peintre William Merritt Chase.
Elle travaille ensuite comme professeur au Smith College de Northampton dans l'état du Massachusetts, secondant le peintre et professeur Dwight William Tryon. Elle s'illustre également comme peintre portraitiste et paysagiste dans sa région natale de la Nouvelle-Angleterre, et devient membre du Woman's Art Club of New York. Au cours de sa carrière, elle participe à différentes expositions, montrant notamment ces œuvres à l'académie américaine des beaux-arts, à la Pennsylvania Academy of the Fine Arts, au sein du New York Water Color Club ou de la galerie Macbeth (en). À Hartford et New York, elle a pour amis les peintres Henry Cook White et Albert Pinkham Ryder et l'historien George Dudley Seymour (en), dont elle réalise le portrait en 1897. Durant l'été, malgré des finances modestes, elle séjourne à plusieurs reprises en Europe où elle peint les paysages des régions qu'elle visite. Entre 1898 et 1899, elle prend un congé sabbatique pour séjourner à Paris, étudiant auprès du peintre James Abbott McNeill Whistler et à l'école des Beaux-Arts de la ville et participant au Salon des artistes français en 1899. Elle visite ensuite la colonie artistique d'Old Lyme et peint les paysages côtiers de l'île de Monhegan dans l'état du Maine.  Elle retourne à Paris en 1906 et en 1907. Au cours de ces deux séjours parisiens, elle expose par deux fois au sein de l'American Girls' Club à Paris.
En 1907, de passage dans la ville de Florence, elle tombe malade et meurt prématurément à l'âge de quarante-neuf ans. Elle est enterrée au cimetière des Allori de la ville.
Ces œuvres sont notamment visibles ou conservées à la Connecticut Historical Society (en) d'Hartford et au Smith College Museum of Art de Northampton.

## Œuvres

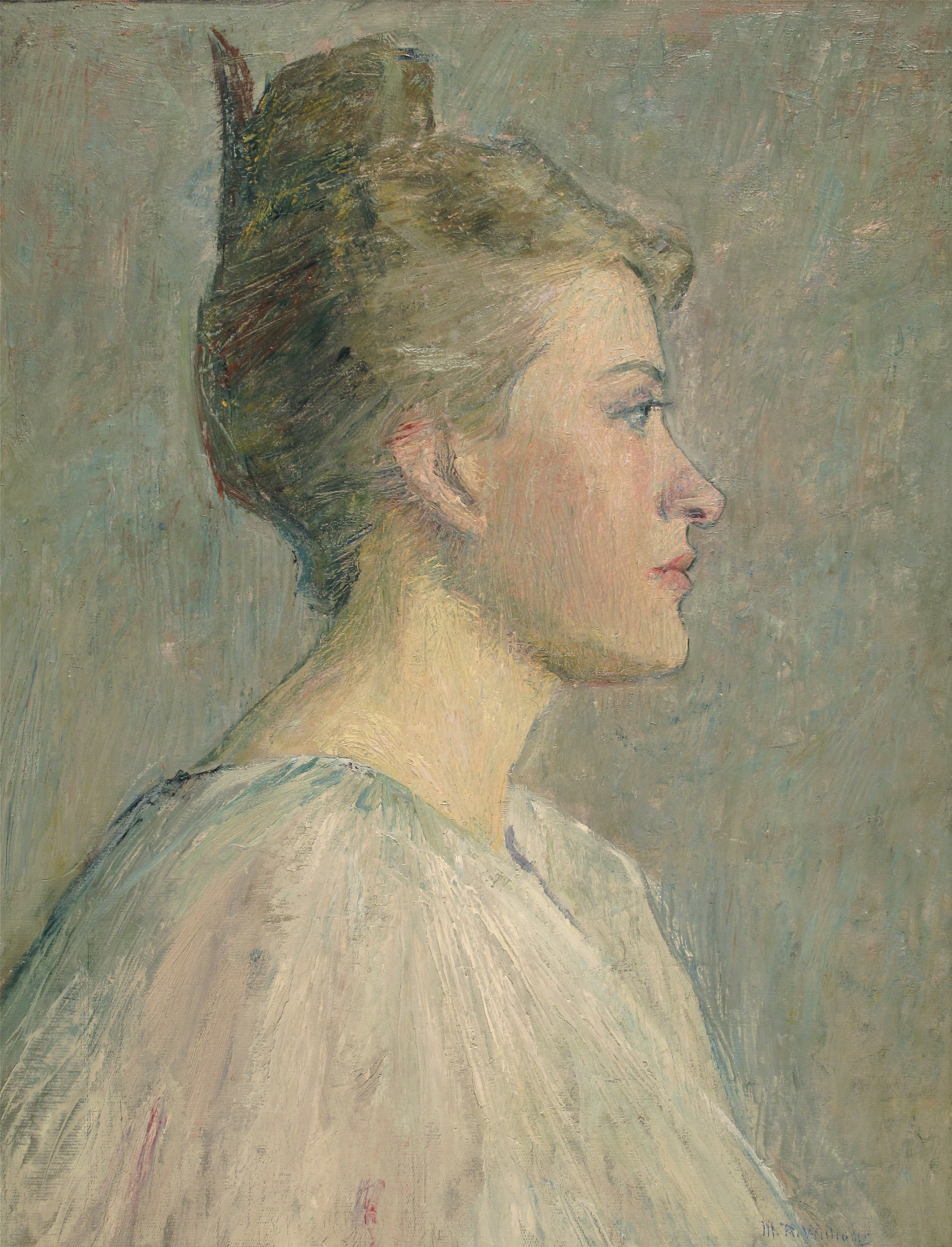
A Profile, 1895.
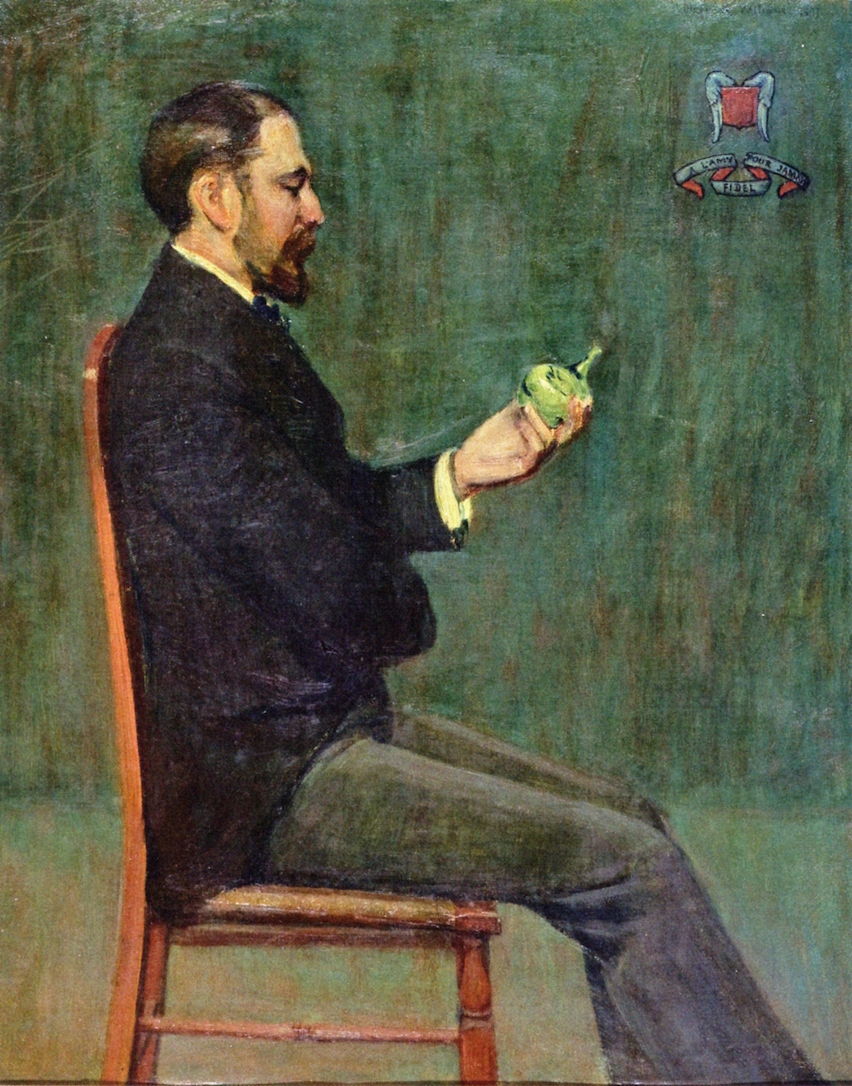
The Connoisseur (Portrait of George Dudley Seymour (en)), 1897.
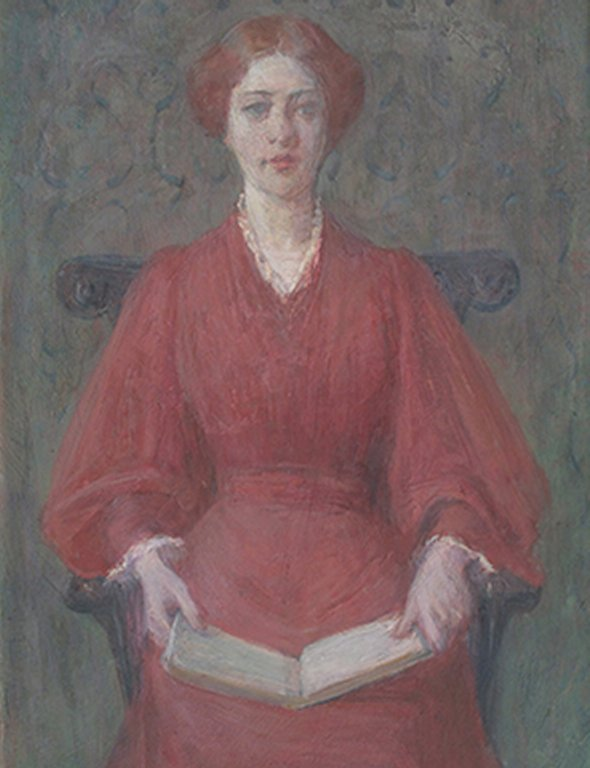
A Girl in Red, sans date.